# Gonatopus fortunatus
Gonatopus fortunatus is een vliesvleugelig insect uit de familie van de tangwespen (Dryinidae). De wetenschappelijke naam van de soort is voor het eerst geldig gepubliceerd in 1993 door Olmi.